# 羽賀篤史
羽賀 篤史（はが あつし、1971年4月16日 - ）は、千葉県出身の元バスケットボール選手である。ポジションはシューティングガード。背番号は23。

## 来歴
鎌ヶ谷高から拓殖大学を経て、1994年に住友金属に入社。
翌年のユニバーシアードで日本代表に選ばれ銀メダルを獲得。
1998年のバスケ部休部を機に引退。

## 経歴
- 鎌ヶ谷高 - 拓殖大学 - 住友金属（1994年〜1998年）

## 日本代表歴
- 1995福岡ユニバーシアード